# Tomorrow Will Be Better
Tomorrow Will Be Better (cinese tradizionale: 明天會更好; cinese semplificato: 明天会更好; lingua italiana: domani sarà migliore) è un brano musicale taiwanese scritto da Lo Ta-yu. È stato creato nel 1985 sotto l'ispirazione del singolo We Are the World e celebrare il quarantesimo anniversario dell'indipendenza di Taiwan dalla colonizzazione giapponese.

## Artisti
La canzone è stata originariamente cantata in cinese e gli oltre sessanta artisti coinvolti nella registrazione canzone originale sono stati i quattro mercati dell'industria musicale mandarino/cinese principali di Hong Kong, Malaysia, Singapore e Taiwan in aggiunta a Cina.
| Artisti                                    | Mercato          |
| ------------------------------------------ | ---------------- |
| Tsai Chin (蔡琴)                           | Taiwan           |
| Yu-Tien (余天)                             | Taiwan           |
| Su Rui (蘇芮)                              | Taiwan           |
| Michelle Pan (潘越雲)                      | Taiwan           |
| Jenny Tseng (甄妮)                         | Macau/Taiwan     |
| Li Jianfu (李建复)                         | Cina/Taiwan      |
| Monique (林慧萍)                           | Taiwan           |
| Jeanette Wang (王芷蕾)                     | Taiwan           |
| Tracy Huang (黃鶯鶯)                       | Taiwan/Singapore |
| Jung Hung (洪榮宏)                         | Taiwan           |
| Sarah Chen (陳淑樺)                        | Taiwan           |
| Delphine Chin (金智娟/娃娃)                | Taiwan           |
| Wang Mon Ling (王夢麟)                     | Taiwan           |
| Li Peijing (李佩菁)                        |                  |
| Fei Yu Ching (費玉清)                      | Taiwan           |
| Chyi Yu (齊豫)                             | Taiwan           |
| Jeng Yi (鄭怡)                             | Taiwan           |
| Jody Chiang (江蕙)                         | Taiwan           |
| Yang Lin (楊林)                            |                  |
| Chyi Chin (齊秦)                           | Taiwan           |
| Eric Moo (巫启贤)                          | Malesia          |
| Bao Xiaosong (包小松)                      | Taiwan           |
| Bao Xiaobo (包小柏)                        | Taiwan           |
| 王日昇                                     |                  |
| Wen Zhang (文章)                           | Indonesia/Taiwan |
| Ng Guan Seng (黃元成) (Straw (水草三重唱)) | Singapore        |
| Billy Koh (许环良) (Straw (水草三重唱))    | Singapore        |
| John Koh (许南盛) (Straw (水草三重唱))     | Singapore        |
| Bao Weiming (包偉銘)                       | Taiwan           |
| 江音傑                                     |                  |
| Jonathan Lee (李宗盛)                      | Taiwan           |
| 吳大衛                                     |                  |
| 林禹勝                                     |                  |
| Shi Hsiao-rong (施孝榮)                    | Taiwan           |
| 岳雷                                       |                  |
| Hsu Nai-lin (徐乃麟)                       | Taiwan           |
| 徐瑋                                       |                  |
| 姚乙                                       |                  |
| 陳黎鐘                                     |                  |
| 黃慧文                                     |                  |
| 張海漢                                     |                  |
| Angus Tung (童安格)                        | Taiwan           |
| 楊烈                                       |                  |
| 楊耀東                                     |                  |
| 廖小維                                     |                  |
| 羅吉鎮                                     |                  |
| 鍾有道                                     |                  |
| 張艾嘉                                     |                  |
| Stella Chang (張清芳)                      | Taiwan           |
| 成鳳                                       |                  |
| 李靜 (百合二重唱)                          | Taiwan           |
| 周月綺 (百合二重唱)                        | Taiwan           |
| Li Bihua 李碧華                            | Taiwan           |
| 何春蘭                                     |                  |
| 芊苓                                       |                  |
| 林淑蓉                                     |                  |
| Tai Zhoumei 邰肇玫                         | Taiwan           |
| 唐曉詩                                     |                  |
| 麥瑋婷                                     |                  |
| 許慧慧                                     |                  |
| 賴佩霞                                     |                  |
| Pauline Lan 藍心湄                         | Taiwan           |